# Polidipsija
Polidipsija je simptom koji opisuje pojačan osjećaj žeđi. 
Polidipsija se često javlja kao jedna od ranih simptoma šećerne bolesti, a može biti i uzrokovana promjenom osmolalnosti vanstanične tekućine ljudskog tijela, hipokalemijom ili smanjenjem volumena krvi.